# Kurbel
Kurbel est un label indépendant de musique électronique, fondé par Richard Bartz en 1996.